# Operações de manutenção da paz em Nagorno-Karabakh

Áreas capturadas pelo Azerbaijão durante a guerra.
Áreas devolvidas ao Azerbaijão em conformidade com o acordo de cessar-fogo.
Áreas em Nagorno-Karabakh onde operam as forças de manutenção da paz russas.
Corredor de Lachin e mosteiro de Dadivank onde operam as forças de manutenção da paz russas.

A missão de manutenção da paz no Nagorno-Karabakh refere-se às operações de manutenção da paz em curso pela Rússia na região de Nagorno-Karabakh após a Segunda Guerra de Nagorno-Karabakh em 2020. A operação visa monitorizar o cessar-fogo entre as forças armênias e azerbaijanas. Além das forças militares russas, a Turquia também dispõe de pessoal a trabalhar num centro conjunto de vigilância russo-turco.
Após a guerra, em conformidade com o acordo de cessar-fogo assinado em 10 de novembro de 2020, a Rússia envia para a região um contingente de manutenção da paz de 1.960 militares, fornecido pela 15.ª Brigada de Fuzileiros Motorizados de Guardas das Forças Terrestres Russas e liderada pelo Tenente General Rustam Muradov. As forças de manutenção da paz, com quartéis-generais perto de Stepanakert, estabeleceram postos de observação ao longo da linha de contato de Nagorno-Karabakh e ao longo do corredor de Lachin. A partir de Novembro, a Rússia auxilia o Comité Internacional da Cruz Vermelha a recuperar e trocar os corpos dos soldados mortos em combate de ambos os lados, com as forças de manutenção da paz russas iniciando então operações de desminagem na área.
Em 11 de novembro, foi assinado um memorando de entendimento entre a Rússia e a Turquia para estabelecer um Centro Conjunto para o Monitoramento Russo-Turco perto de Marzili, em Aghdam, no Azerbaijão. Em Dezembro, a Turquia enviou 136 sapadores para o Azerbaijão para ajudar a desminar a região e treinar o pessoal de desminagem azerbaijano. O país também destaca 35 dos seus oficiais para o Azerbaijão. O Centro Conjunto para o Monitoramento entrou em operação em 30 de janeiro de 2021, com um total de 60 militares de ambos os lados monitorando o cessar-fogo por meio de veículos aéreos não tripulados. O Estado-Maior turco do Centro Conjunto para o Monitoramento é chefiado pelo Major General Abdullah Katırcı, e o Estado-Maior Russo é chefiado pelo Major General Victor Fedorenko, enquanto o próprio centro é guardado por militares azerbaijanos.
A primeira grande ruptura do cessar-fogo confirmada pelas forças russas de manutenção da paz na região ocorreu em 11 de dezembro, perto de Hadrut. As aldeias de Çaylaqqala, Kohne Taghlar, bem como o mosteiro de Katarovank tornaram-se um reduto da República de Artsakh na província de Hadrut durante a guerra. Os confrontos eclodiram em torno do bolsão armênio, apesar do acordo de cessar-fogo, as forças azerbaijanas assumiram o controle de Kohne Taghlar em 12 de dezembro, e alguns confrontos continuaram na região. Mais tarde, as autoridades de Artsakh confirmaram que seis dos seus militares ficaram feridos. Ambos os lados acusam-se mutuamente de terem reacendido o conflito. As forças de manutenção da paz russas pediram então a ambas as partes que respeitassem o cessar-fogo. No dia 13 de dezembro, o contingente russo de manutenção da paz recuperou o controle da localidade. Contudo, no dia seguinte, o Ministério da Defesa da Federação Russa publicou um mapa mostrando as duas aldeias fora das fronteiras da missão de manutenção da paz, e ambas ficaram sob o controle do Azerbaijão.
O bloqueio de Nagorno-Karabakh suscitou críticas internacionais e levantou dúvidas sobre a capacidade e a vontade das forças de manutenção da paz em cumprir a sua missão de garantir a liberdade e a segurança de circulação ao longo do corredor de Lachin, em conformidade com o acordo de cessar-fogo trilateral de 9 de novembro de 2020. Entre 19 e 20 de setembro de 2023, o Azerbaijão lança uma ofensiva militar contra Nagorno-Karabakh. São relatados ataques a edifícios e infraestruturas civis, incluindo bombardeamentos e tiros de artilharia na capital Stepanakert. Um cessar-fogo foi mediado pelo comando de manutenção da paz russo no segundo dia após a rendição do Exército de Defesa de Artsaque.

## Nota
- Este artigo foi inicialmente traduzido, total ou parcialmente, do artigo da Wikipédia em francês cujo título é «Opérations de maintien de la paix au Haut-Karabakh».